# Реккенрот
Реккенрот (нем. Reckenroth) — община в Германии, в земле Рейнланд-Пфальц. 
Входит в состав района Рейн-Лан. Подчиняется управлению Катценельнбоген.  Население составляет 220 человек (на 31 декабря 2010 года). Занимает площадь 3,59 км².